# Akrad Ibrahim
Akrad Ibrahim (tiếng Ả Rập: أكراد إبراهيم) là một ngôi làng Syria nằm trong phó huyện Hirbnafsah ở huyện Hama. Theo Cục Thống kê Trung ương Syria (CBS), Akrad Ibrahim có dân số 698 trong cuộc điều tra dân số năm 2004. Cư dân của nó chủ yếu là người Hồi giáo Sunni.